# Rocar DAC
Rocar DAC reprezintă o serie de autobuze și troleibuze produse de Rocar București sub licență DAC (Brașov). Au fost fabricate între 1979 și 2000. Vehiculele au fost disponibile atât în varianta rigidă de 12m, cât și în varianta articulată de 17m. A fost dezvoltată, în colaborare cu uzinele URAC, și o versiune dublu articulata de 23 m. Acesta era o versiune troleibuz, și a fost exploatat din anii 80 până în 2000. A avut numărul de parc 7091. A existat doar un exemplar. 
În România anilor 80 (dar și în anii 90 și mai târziu) , aceste vehicule au reprezentat coloana vertebrală a întreprinderilor de transport în comun din România, întrucât importurile au fost restricționate. De asemenea, pe lângă societățile de transport în comun, au fost utilizate și de către armată sau de diverse  întreprinderi, pentru transport angajați. Totuși, după 1990, a început treptat înlocuirea lor cu autobuze mai noi, mai moderne, mai puțin poluante și cu un grad de confort mai mare. 
Autobuzele au fost proiectate și construite într-o perioadă de penurii severe, atât financiare cât și de materiale, accentul principal fiind pus pe economisirea utilizării materialelor și simplitatea designului. Majoritatea autobuzelor de acest tip nu aveau direcție asistată și doar un număr mic de autobuze, construite în prima parte a proiectului (1979-1982) au folosit cutii de viteze automate, care au fost abandonate ca soluție din cauza costurilor mari. Zona de pasageri era, de asemenea, foarte spartană, neavând sisteme de sunet sau afișare interioare, scaunele fiind construite din placaj, doar modelele ulterioare au fost prevăzute cu scaune din plastic, corpurile de iluminat fiind becuri mici de 24 V, cu putere de maxim 5 W, care nu asigurau un iluminat suficient. .
La sfârșitul anilor 1980, unele au fost transformate pentru a funcționa pe gaz metan, prin instalarea a două sau trei rezervoare de gaz pe acoperișuri. După căderea regimului comunist, autobuzele au fost transformate în diesel. Autobuzele DAC erau echipate cu motoare maghiare RABA-MAN sau cu motoare IABv românești care dezvoltau 192 cai-putere în versiunea aspirată sau 240 cp în variantă turbo și o cutie de viteze cu 4 sau 6 trepte pentru o viteză maximă de 65 km / h. Aceasta din urmă a fost mult mai puțin populară. După 1990, seria a fost ușor îmbunătățită ca nivel de calitate, cum ar fi motoarele RABA, transmisia RABA, scaunele din plastic (sau uneori cu perne de tapițerie vinilică - în principal versiuni pentru autocar, dar și unele versiuni urbane), iar multe modele erau mai înalte. Unele dintre ele au fost chiar echipate cu iluminare fluorescentă, dar în foarte puține cazuri, această amenajare a fost realizată în principal la garajul gazdă. Unele modele au fost echipate după anii 1990 cu motoare mai puțin poluante, iar acest lucru a fost specificat pe autobuz. De asemenea tot în cadrul garajelor gazdă au fost echipate cu sisteme de sonorizare sau cu jante de 22 țoli, care permiteau montare de anvelope fără cameră. 
În 1996, Rocar a început să înlocuiască linia modelului cu noua gamă Rocar De Simon, produsă până la falimentul companiei în 2003 (cu toate acestea, autobuzele Dac 112 UDM au fost construite până în 2000). Majoritatea autobuzelor Rocar DAC au fost retrase din serviciu și înlocuite cu autobuze mai moderne. RATB le folosește în continuare ca vehicule utilitare sau de serviciu, dar nu ca vehicule de pasageri. Cu toate acestea, unele exemplare au supraviețuit în cadrul unor companii de transport mai mici, cum ar fi orașe mici sau zone rurale, sau în cadrul unor companii pentru transport angajați. 
Troleibuzele, pe de altă parte, au rezistat mai bine, din cauza costului de achiziție mai ridicat și a uzurii mai mici și sunt încă  utilizate în orașe precum Cluj, Târgu Jiu sau Kiev, cu toate acestea există planuri de înlocuire a acestora cu vehicule mai noi. În unele cazuri troleibuzele au depășit 25-30 de ani de serviciu.
De asemenea, a fost exportat, doar ca versiune de troleibuz, în Bulgaria (folosit la Varna, Burgas, Sofia) și Ucraina (Kiev, Harkov, Dnepropetrovsk), însă au fost modificate și dotate local cu alte motoare și controlere decât în țara de origine . De asemenea, au fost trimise ca vehicule de testare în fosta Iugoslavie, Cehoslovacia și Ungaria, dar nu au fost acceptate (probabil mai ales datorită faptului că aceste țări aveau și producători de autobuze - IKARBUS, Škoda și Ikarus).

## Modele

### Autobuze

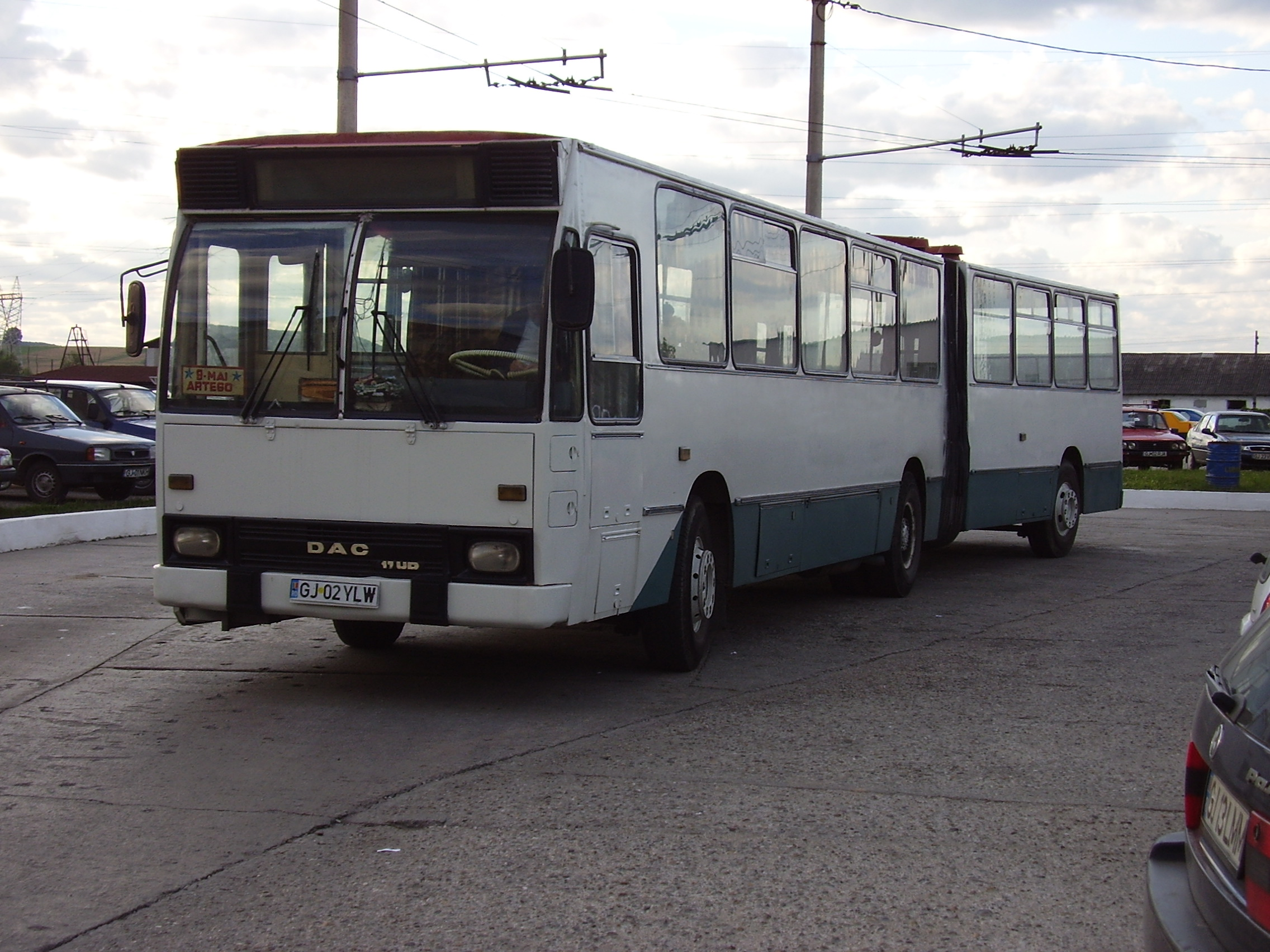
Autobuz articulat DAC 117UD în Târgu Jiu

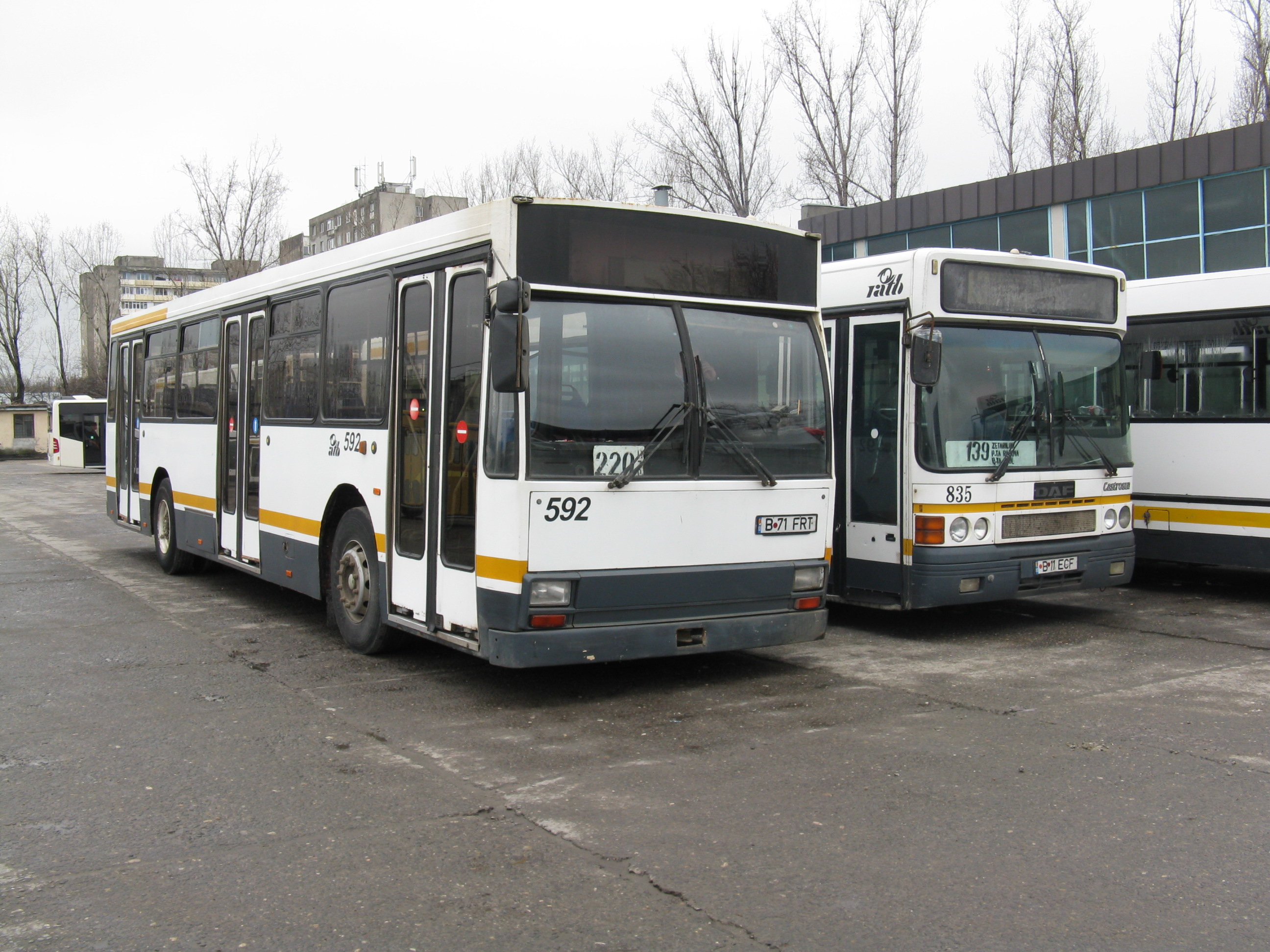
Autobuz DAC UDAn 2002 în Autobaza Ferentari, București

- DAC 112UDM - Modelul standard de 12 metri, folosit pentru rute urbane și suburbane. Acesta a fost modelul de bază pentru toate modelele mai târzii, disponibile cu 2 sau 3 uși, construite între 1982 și 2000;
- DAC 117UD - modelul articulat de 17 metri, disponibil cu două sau patru uși, construit între 1979 și 1998;
- DAC UDAn 2002 - o încercare de a moderniza modelul DAC 112UDM prin înlocuirea motorului și a transmisiei a lui DAC 112UDM cu un model Euro 2, la fel si modernizarea caroseriei. Numai 2 au fost construite înainte ca proiectul să fie considerat fără succes. Ambele au fost exploatate de către RATB.

### Troleibuze

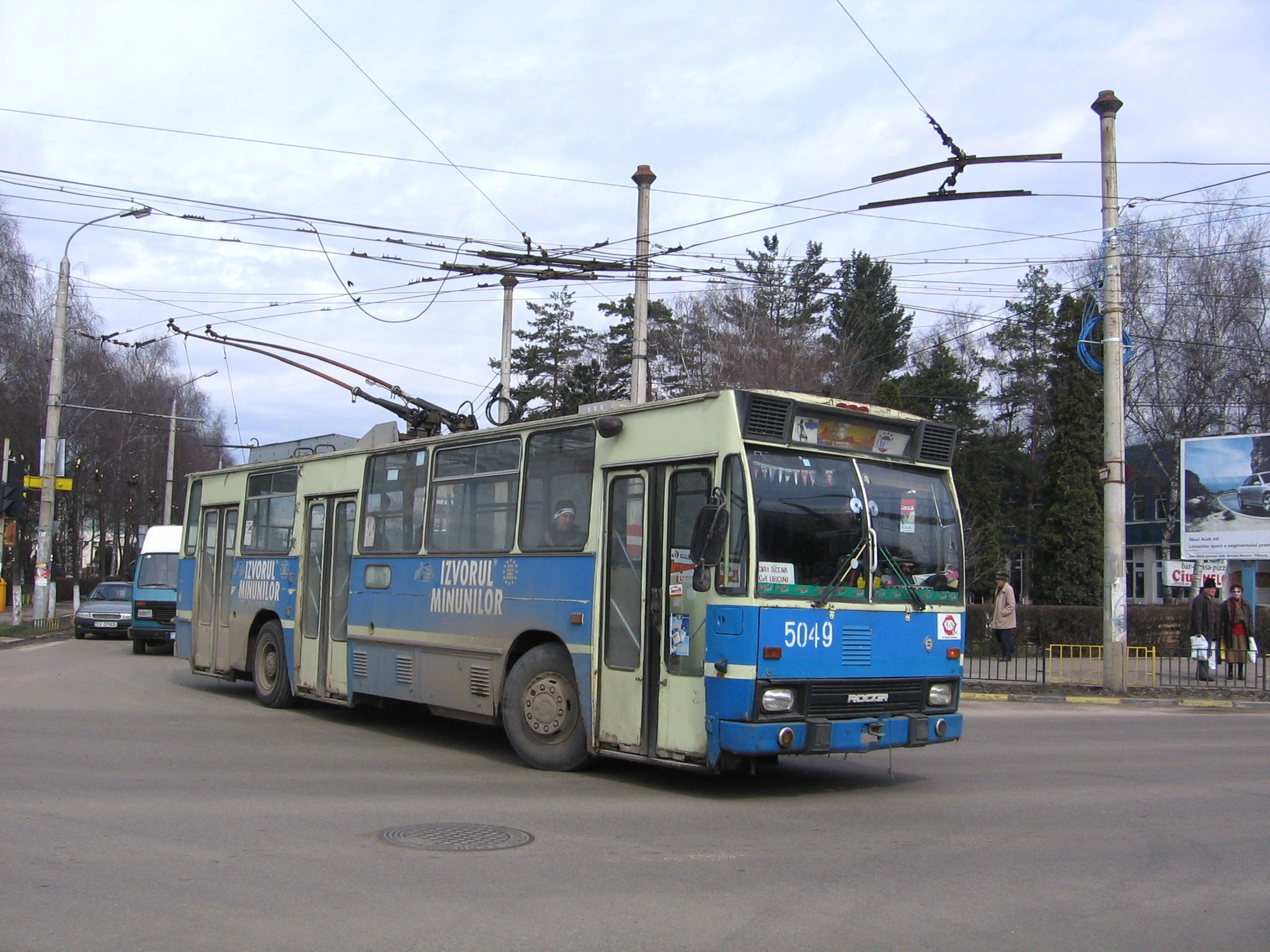
Troleibuz Rocar 212E în Suceava

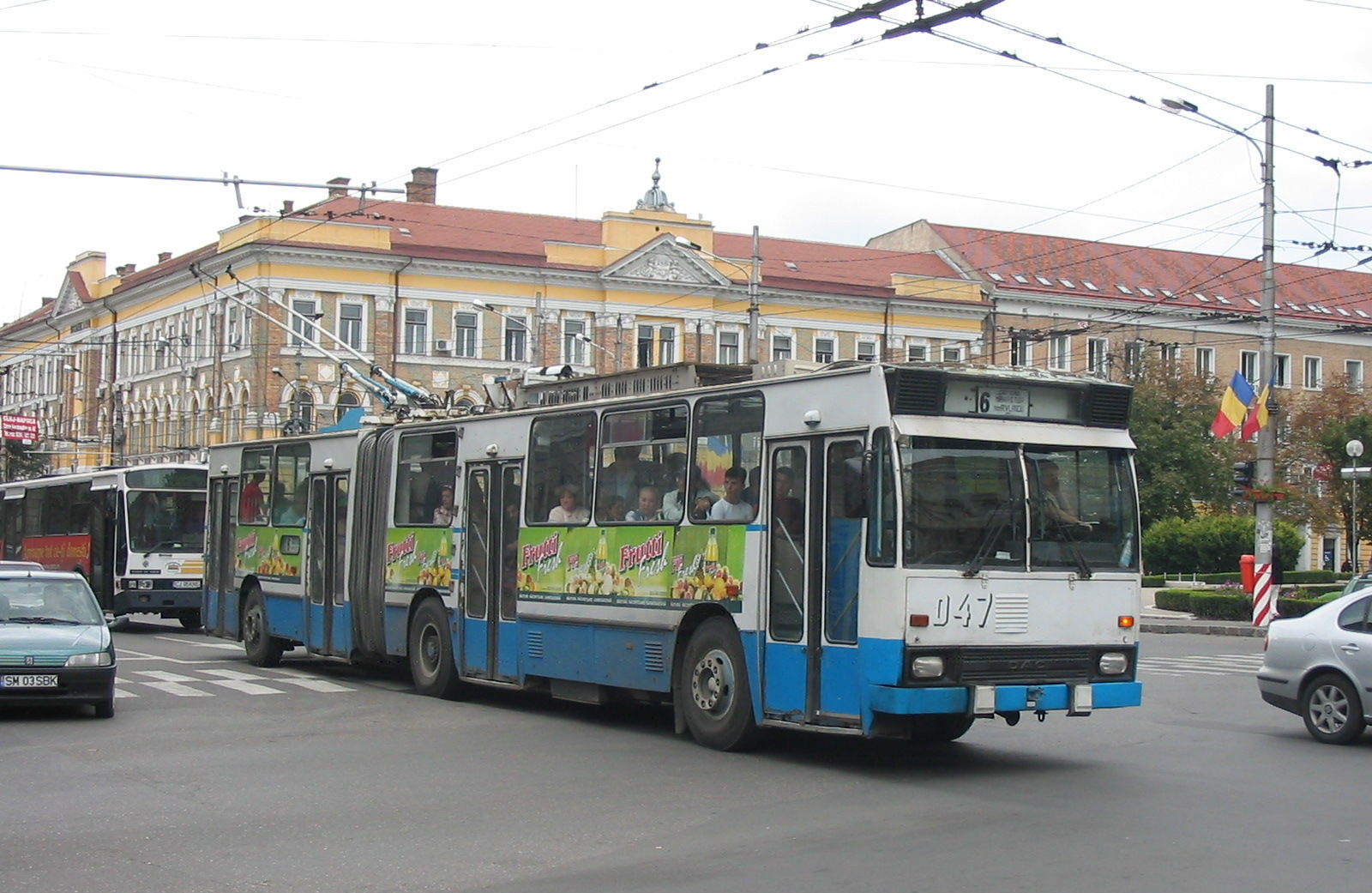
Un troleibuz articulat Rocar DAC 217 E în Cluj-Napoca

- DAC 112E - Troleibuz standard, varianta troleibuz a lui DAC 112UDM, acționat de un motor de curent continuu de 110 sau 125 kW;
- DAC 212E - Troleibuz standard, varianta înaltă a lui 112E acționat de un motor de curent continuu TN76 de 125kW. Echipat cu un sistem de comandă electronică pentru contactorii săi. De asemenea disponibil cu motor de 150 kW (tip TN81);
- DAC 212ECS - La fel ca DAC 212E, dar folosește un sistem de choppere pentru reglajul vitezei. ECS este prescurtarea de la Electric Chopper System (Sistem cu chopper electric). Echipat cu motor de 125 sau 150 kW (TN 76 sau TN81);
- DAC 117E(A) - Troleibuz articulat, acționat de un motor în c.c. de 125 kW. Deși unii operatori l-au numit DAC 117EA (cu A de la ,,articulat"; uneori autobuzele articulate fiind numite 'DAC 117UDA'), toate plăcuțele VIN ale acestor vehicule arată numele corect (fără litera ,,A"). De asemenea disponibile cu motor TN81 de 150kW. Unele au fost echipate cu choppere;
- DAC 217E - Troleibuz articulat, varianta înaltă a lui 117E, acționat de un motor de curent continuu de 150 kW. Cel mai comun model, cu comandă electronică ale contactoarelor. De asemenea disponibil cu chopper, ca opțiune;
- DAC 317ETS - La fel ca modelele DAC 117E și DAC 217E, dar motorul controlat cu tiristoare. ETS este prescurtatrea de la ,,Electric Thyristor System" (Sistem cu tiristoare electric). Echipat cu motorul TN81 de 150 kW sau motorul mai nou TN96 tot de 150 kW și cu echipament de economisire a energiei electrice cu până la 30%;
- DAC 318ET Tandem - Troleibuz articulat, acționat de 2 motoare în c.c. TN76 de 125kW, funcționând în paralel. Un singur prototip a fost construit. Lung de 18 metri, capacitate până la 200 de pasageri;
- DAC 122E sau 123E - Troleibuz dublu-articulat, lungime de 22 sau 23 m , derivat din DAC 117 E. A existat un singur exemplar, #7091 în cadrul ITB/RATB. Acesta a fost construit de către URAC și uzinele Autobuzul , la mijlocul anilor 80. Deși se zvonește că ar mai fi existat 2 exemplare, numai unul singur și anume #7091 a intrat în exploatare regulată, celelalte 2 fiind reconvertite în DAC 117 E. Acesta a fost utilizat de către RATB până la mijlocul anului 2000. Avantajul acestui vehicul era capacitatea mare de transport, de aproape 200 pasageri, însă avea multiple dezavantaje, cum ar fi submotorizarea (era echipat cu motorul TN76 de 125 KW al DAC 112/117), greutate prea mare, vitezâ redusă, manevrabilitate dificilă, probleme la urcarea pantelor în special încărcat. A fost casat undeva în iunie 2000. De asemenea, se zvonește că a existat un autobuz dublu articulat DAC a existat, dar nimic n-a fost confirmat, cum acest tip n-a fost operat nicăieri, exceptând troleibuzul dublu-articulat care a fost operat de ITB și mai târziu de RATB. În prezent, RATB nu mai operează vehicule dublu-articulate, excepție tramvaiele V3A și Bucur LF, datorită nivelurilor de trafic ridicate.